# A Love Letter to You 3
A Love Letter to You 3 è il terzo mixtape del rapper statunitense Trippie Redd, pubblicato il 9 novembre 2018 dalla Caroline Distribution.
È la terza pubblicazione della serie di mixtape A Love Letter to You di Trippie Redd, iniziata a maggio 2017. Il mixtape presenta le collaborazioni di YoungBoy Never Broke Again, Juice WRLD, Tory Lanez e altri. A Love Letter to You 3 è stato anticipato e supportato dal singolo Topanga, per il quale è stato pubblicato un video musicale il 30 ottobre 2018.

## Antefatti e registrazione
Trippie Redd ha dichiarato sui suoi social media di aver registrato l'album in due settimane "subito dopo Life's a Trip", definendolo "moderatamente migliore" rispetto a quest'ultimo. Parlando del mixtape con Zane Lowe a Beats 1, Redd ha dichiarato: "Il modo in cui ho impostato i miei progetti, ho messo la prima traccia sull'ultima traccia. Se la ascolti dall'inizio alla fine, è così che la metto insieme.  È arte, non è nulla con cui giocare". Sul contenuto di A Love Letter to You 3, Redd ha affermato:" [L'album] ha alcune cose riguardo alle relazioni, ma questa è la vita. Toxic Waste riguarda un relazione tossica. Ciò che senti è misto - tutti devono mescolare la propria voce per come dovrebbe suonare. Quando registro uso l'autotune, ma non lo uso come la usano le persone. Mi piacciono molto i campioni".

## Promozione
Nel settembre 2018, Trippie Redd ha dichiarato che il mixtape era "già fatto" ma che aveva bisogno di 2-3 canzoni in più per completarlo, pubblicando inoltre una clip audio di Topanga. Il 30 ottobre, ha pubblicato la copertina e la tracklist dell'album, che oltre a tutti gli altri brani, comprendeva anche Blastoff e Talk That Shit. I due brani non sono mai stati pubblicati nella versione finale del mixtape.

## Tracce
1. Topanga – 3:35 (musica: ChopSquad DJ)
2. Fire Starter (feat. Emani22) – 2:37 (musica: Honorable C.N.O.T.E., Tony Trouble)
3. Toxic Waste – 2:53 (musica: Diplo, King Henry)
4. Negative Energy (feat. Kodie Shane) – 2:58 (musica: Staccato)
5. Can't Love – 2:49 (musica: OZ)
6. Love Scars 3 – 2:09 (musica: OZ, Jacob Reske)
7. A.L.L.T.Y. 3 (feat. Baby Goth) – 3:00 (musica: OZ, Dez Wright)
8. Emani Interlude (feat. Emani22) – 1:36 (musica: Foreign Teck, Tariq Beats, OZ)
9. Elevate & Motivate (feat. YoungBoy Never Broke Again & Nel-Denarro) – 3:41 (musica: OZ, krischordz)
10. I Tried Loving – 3:13 (musica: Icon South)
11. Wicked – 2:18 (musica: OZ)
12. Loyalty Before Royalty – 2:22 (musica: OZ, Rex Kudo)
13. 1400 / 999 Freestyle (feat. Juice Wrld) – 2:55 (musica: OZ, Pas Beatz)
14. So Alive – 1:59 (musica: Goose the Guru, Nellz)
15. Diamond Minds (feat. Tory Lanez & Elliott Trent) – 3:05 (musica: 808-H, Elliott Trent)
16. Camp Fire Tale – 2:29 (musica: We Are the Stars)